# Kalam (chanteuse)
Pour les articles homonymes, voir Kalam.
Kalam, de son vrai nom Kalam Kaboré, est une artiste chanteuse burkinabé. Surnommée la « reine du Kundé » ou la « Pogpala », elle est l’unique femme à jouer du Kundé, un l’instrument de musique burkinabé.

## Biographie

### Enfance et débuts
Kalam n'est pas allé à l’école. À 17 ans, elle est victime de mariage forcé dont elle s’échappe. Dès sa vingtième année, elle développe une passion pour la danse. Pour des raisons de santé, elle abandonne et s’intéresse à la musique. En 2017, elle se fait découvrir par le public burkinabè en jouant le Kundé avec une identité secrète. Elle croit fermement au potentiel des instruments traditionnels.

### Carrière musicale
Kalam sort son premier album en 2018, Woub-Ri, suivi d’un single en 2020. En 2021, elle sort son 2e album, intitulé Tiin-Bo. Elle se produit sur plusieurs scènes nationales et internationales et participe à des compétitions. En 2019, elle est lauréate d’un prix lors des SICA en Guinée, dans la catégorie inspiration traditionnelle et d’un trophée lors des récompenses de la musique live « Femulig » en 2021 au Burkina.

## Discographie

### Album
2018 : Woub-Ri
2021 : Tiin-Bo

### Single
2019 : « On gagne »